# Magna Graecia (rivista)
Magna Graecia è stata una rivista fondata nel 1966 da Gaetano De Santis, conosciuto come Tanino, che ne è stato il direttore fino al 2003, anno di cessazione delle pubblicazioni. La rivista era incentrata su argomenti di archeologia, storia e attualità dell'Italia meridionale, con una particolare attenzione alla Magna Grecia. Distribuita in istituti universitari, organismi storico-archeologici e biblioteche di tutto il mondo, tra cui la Biblioteca Nazionale Archeologica di Roma, il British Museum di Londra e il J. Paul Getty Center di Santa Monica, la rivista ha avuto un impatto significativo nel campo degli studi storici e archeologici.

## Storia

### Fondazione
Il primo numero della rivista fu pubblicato nel settembre 1966, dopo un periodo di riflessione durato circa due anni, durante il quale Tanino De Santis decise il titolo, gli ambiti di riferimento e le modalità di finanziamento. Il titolo scelto fu Magna Graecia, sottotitolato "Rassegna di archeologia, storia e attualità con ambito di riferimento l’Italia meridionale".
Per i primi due numeri del 1966, Tanino De Santis si avvalse di un comitato di redazione composto da Michele Amato, Emilio Barillaro, Biagio Cappelli, Virgilio Catalano, Tommaso Pedio, Attilio Pepe, Giuseppe Rogliano e Padre Adiuto Putignani. Dal 1967, De Santis assunse la gestione editoriale in modo esclusivo per vent'anni.

### Riorganizzazione del Comitato di Redazione
Nel 1988, Tanino De Santis riorganizzò il Comitato di Redazione, includendo figure di spicco nel campo degli studi storici e archeologici, come Paolo E. Arias, Carlo Belli, Luigi Bernabò Brea, Marcello Gigante, Vincenzo La Rosa, Oddone Longo, Franco Sartori e Maria Trojani.

### Fine delle Pubblicazioni
La pubblicazione della rivista cessò nel 2003, dopo quasi quarant'anni di attività.

## Contenuti
La rivista ha ospitato un'ampia gamma di articoli firmati da autori di prestigio nel campo dell’archeologia e della storia, tra cui Paolo E. Arias, Michele Amato, Emilio Barillaro, Luigi Bernabò Brea, Antonio De Siena, Giovanni Pugliese Carratelli, Vincenzo La Rosa, Oddone Longo, Tommaso Pedio e Giuseppe Rogliano.
Gli argomenti trattati spaziavano dalla fondazione delle colonie greche in Italia Meridionale e in Sicilia, alla storia delle popolazioni italiche e romane, fino agli sviluppi storici più recenti.

## La "battaglia" a difesa del patrimonio archeologico della Piana di Sibari
Una delle iniziative più significative promosse dalla rivista è stata la difesa del patrimonio archeologico della Piana di Sibari. La rivista si è battuta contro il degrado e l'abbandono di quest'area di rilevanza storica, denunciando le condizioni critiche dei siti archeologici e sollecitando interventi da parte delle autorità competenti.
Tanino De Santis e il suo team hanno contribuito a sensibilizzare l'opinione pubblica e le istituzioni sulla necessità di preservare e valorizzare l'area archeologica, che rappresenta uno dei più importanti patrimoni della Magna Grecia in Italia.

## Distribuzione e diffusione
La rivista è stata distribuita a livello internazionale, raggiungendo importanti istituti universitari, organismi storico-archeologici e biblioteche di tutto il mondo, tra cui la Biblioteca Nazionale Archeologica di Roma, il British Museum di Londra e il J. Paul Getty Center di Santa Monica.

## Collaborazioni e contributi
Oltre agli autori più affermati, Magna Graecia ha offerto spazio a giovani studiosi italiani e stranieri, contribuendo alla diffusione di nuove ricerche e studi.

## Riconoscimenti
Nel corso degli anni, la rivista ha ricevuto numerosi riconoscimenti per il suo contributo alla divulgazione della storia e dell’archeologia dell’Italia Meridionale.